# Saison 10 de RuPaul's Drag Race All Stars
La dixième saison de RuPaul's Drag Race All Stars, aussi nommée RuPaul's Drag Race: Tournament of All Stars dans l'émission, est diffusée pour la première fois du 9 mai 2025 au 18 juillet 2025 sur Paramount+ aux États-Unis et sur WOW Presents Plus à l'international.
Le 16 août 2024, l'émission est renouvelée pour sa dixième saison. Le casting est composé de dix-huit candidates et est dévoilé le 23 avril 2025 sur les réseaux sociaux.  
La gagnante de la saison reçoit un an d'approvisionnement de maquillage chez Anastasia Beverly Hills et 200 000 dollars.
Le premier épisode de la saison est dédié à Jiggly Caliente, drag queen américano-philippine, participante de la quatrième saison de RuPaul's Drag Race, de la sixième saison de RuPaul's Drag Race All Stars et juge de Drag Race Philippines, décédée le 27 avril 2025.
La gagnante de la saison est Ginger Minj, avec Jorgeous comme seconde.

## Candidates
(Les noms et âges donnés sont ceux annoncés au moment de la compétition.)
| Groupe | Candidate                | Âge | Résidence                  | Saison originale | Classement original | Classement final                                                                |
| ------ | ------------------------ | --- | -------------------------- | ---------------- | ------------------- | ------------------------------------------------------------------------------- |
| 3      | Ginger Minj              | 40  | Orlando, Floride           | Saison 7         | Seconde             | Gagnante                                                                        |
| 2      | Jorgeous                 | 25  | Los Angeles, Californie    | Saison 14        | 6e/7e place         | Seconde                                                                         |
| 2      | Lydia B Kollins          | 23  | Pittsburgh, Pennsylvanie   | Saison 17        | 7e place            | 3e place 4e place                                                               |
| 1      | Bosco                    | 31  | Seattle, Washington        | Saison 14        | 3e/4e/5e place      | 3e place 4e place                                                               |
| 1      | Aja                      | 31  | New York, État de New York | Saison 9         | 9e place            | 5e place 6e place 7e place 8e place                                             |
| 3      | Daya Betty               | 29  | Chicago, Illinois          | Saison 14        | 3e/4e/5e place      | 5e place 6e place 7e place 8e place                                             |
| 1      | Irene The Alien          | 31  | Seattle, Washington        | Saison 15        | 16e place           | 5e place 6e place 7e place 8e place                                             |
| 2      | Kerri Colby              | 28  | Los Angeles, Californie    | Saison 14        | 9e place            | 5e place 6e place 7e place 8e place                                             |
| 2      | Mistress Isabelle Brooks | 26  | Houston, Texas             | Saison 15        | 3e/4e place         | 9e place                                                                        |
| 3      | Cynthia Lee Fontaine     | 44  | Austin, Texas              | Saison 8         | 10e place           | 10e place                                                                       |
| 3      | Acid Betty               | 47  | New York, État de New York | Saison 8         | 8e place            | 11e place 12e place 13e place 14e place 15e place 16e place 17e place 18e place |
| 3      | Alyssa Hunter            | 30  | Cataño, Porto Rico         | Saison 14        | 13e place           | 11e place 12e place 13e place 14e place 15e place 16e place 17e place 18e place |
| 1      | DeJa Skye                | 35  | Las Vegas, Nevada          | Saison 14        | 6e/7e place         | 11e place 12e place 13e place 14e place 15e place 16e place 17e place 18e place |
| 3      | Denali                   | 33  | Chicago, Illinois          | Saison 13        | 8e place            | 11e place 12e place 13e place 14e place 15e place 16e place 17e place 18e place |
| 2      | Nicole Paige Brooks      | 51  | Atlanta, Géorgie           | Saison 2         | 11e place           | 11e place 12e place 13e place 14e place 15e place 16e place 17e place 18e place |
| 1      | Olivia Lux               | 31  | New York, État de New York | Saison 13        | 5e place            | 11e place 12e place 13e place 14e place 15e place 16e place 17e place 18e place |
| 1      | Phoenix                  | 44  | Atlanta, Géorgie           | Saison 3         | 12e place           | 11e place 12e place 13e place 14e place 15e place 16e place 17e place 18e place |
| 2      | Tina Burner              | 44  | New York, État de New York | Saison 13        | 7e place            | 11e place 12e place 13e place 14e place 15e place 16e place 17e place 18e place |

## Progression des candidates
|                          | Points   | Épisode  | Épisode  | Épisode  | Épisode  | Épisode  | Épisode  | Épisode  | Épisode      | Épisode      | Épisode | Épisode | Épisode  |
| Groupe 1                 | Groupe 1 | Groupe 1 | Groupe 2 | Groupe 2 | Groupe 2 | Groupe 3 | Groupe 3 | Groupe 3 | Demi-finales | Demi-finales | Finale  |         |          |
| 1                        | Points   | 2        | 3        | 4        | 5        | 6        | 7        | 8        | 9            | 10           | 11      | 12      |          |
| ------------------------ | -------- | -------- | -------- | -------- | -------- | -------- | -------- | -------- | ------------ | ------------ | ------- | ------- | -------- |
| Ginger Minj              | 8        |          |          |          |          |          |          | WIN      | WIN          | WIN          | WIN     | HIGH    | GAGNANTE |
| Jorgeous                 | 7,5      |          |          |          | BTM      | WIN      | WIN      |          |              |              | HIGH    | HIGH    | SECONDE  |
| Lydia B Kollins          | 7        |          |          |          | WIN      | BTM      | WIN      |          |              |              | LOW     | BTM2    | ÉLIMINÉE |
| Bosco                    | 6        | BTM      | WIN      | WIN      |          |          |          |          |              |              | SAFE    | WIN     | ÉLIMINÉE |
| Aja                      | 5        | WIN      | BTM      | BTM      |          |          |          |          |              |              | LOW     | SAFE    | ÉLIMINÉE |
| Daya Betty               | 6        |          |          |          |          |          |          | WIN      | BTM          | WIN          | SAFE    | SAFE    | ÉLIMINÉE |
| Irene The Alien          | 7        | WIN      | WIN      | WIN      |          |          |          |          |              |              | SAFE    | SAFE    | ÉLIMINÉE |
| Kerri Colby              | 4        |          |          |          | BTM      | BTM      | ELIM     |          |              |              |         |         | ÉLIMINÉE |
| Mistress Isabelle Brooks | 4,5      |          |          |          | BTM      | WIN      | BTM      |          |              |              | BTM2    | ELIM    |          |
| Cynthia Lee Fontaine     | 5        |          |          |          |          |          |          | BTM      | BTM          | BTM          | ELIM    |         |          |
| Acid Betty               | 2        |          |          |          |          |          |          | BTM      | BTM          | ELIM         |         |         |          |
| Alyssa Hunter            | 2        |          |          |          |          |          |          | BTM      | BTM          | ELIM         |         |         |          |
| Denali                   | 4        |          |          |          |          |          |          | BTM      | WIN          | ELIM         |         |         |          |
| Nicole Paige Brooks      | 1        |          |          |          | BTM      | BTM      | ELIM     |          |              |              |         |         |          |
| Tina Burner              | 3        |          |          |          | WIN      | BTM      | ELIM     |          |              |              |         |         |          |
| DeJa Skye                | 4        | BTM      | BTM      | ELIM     |          |          |          |          |              |              |         |         |          |
| Olivia Lux               | 4        | BTM      | BTM      | ELIM     |          |          |          |          |              |              |         |         |          |
| Phoenix                  | 1        | BTM      | BTM      | ELIM     |          |          |          |          |              |              |         |         |          |

 La candidate a gagné RuPaul's Drag Race All Stars.
 La candidate est arrivée seconde.
 La candidate a été éliminée lors de la finale.
 La candidate a gagné le défi.
 La candidate a été une des deux meilleures candidates de la semaine mais a perdu le lip-sync.
 La candidate a reçu des critiques positives des juges et a été déclarée sauve.
 La candidate a été déclarée sauve.
 La candidate a reçu des critiques négatives des juges et a été déclarée sauve.
 La candidate n'a pas été l'une des meilleures candidates de l'épisode et a reçu un point à offrir à l'une des candidates.
 La candidate a été en danger d'élimination.
 La candidate a été éliminée.

### Points
| Aja             | +3 | —  | —  | —  | —  | +2 | 5 | Jorgeous                 | —  | +2 | +2,5 | —  | +3 | —  | 7,5 | Acid Betty           | —  | +1 | —  | —  | —  | +1 | 2 |
| Bosco           | —  | +1 | +3 | —  | +2 | —  | 6 | Kerri Colby              | —  | —  | —    | +2 | —  | +2 | 4   | Alyssa Hunter        | —  | +1 | —  | —  | —  | +1 | 2 |
| DeJa Skye       | —  | +1 | —  | +2 | —  | +1 | 4 | Lydia B Kollins          | +3 | —  | —    | +1 | +2 | +1 | 7   | Cynthia Lee Fontaine | —  | +1 | —  | +3 | —  | +1 | 5 |
| Irene The Alien | +2 | —  | +2 | —  | +3 | —  | 7 | Mistress Isabelle Brooks | —  | +2 | +2,5 | —  | —  | —  | 4,5 | Daya Betty           | +2 | —  | —  | +1 | +3 | —  | 6 |
| Olivia Lux      | —  | +1 | —  | +2 | —  | +1 | 4 | Nicole Paige Brooks      | —  | —  | —    | +1 | —  | —  | 1   | Denali               | —  | +1 | +2 | —  | —  | +1 | 4 |
| Phoenix         | —  | +1 | —  | —  | —  | —  | 1 | Tina Burner              | +2 | —  | —    | —  | —  | +1 | 3   | Ginger Minj          | +3 | —  | +3 | —  | +2 | —  | 8 |

 La candidate a obtenu assez de points pour aller en demi-finale.
 La candidate a gagné trois points en gagnant le maxi défi et le lip-sync.
 La candidate a gagné deux points en gagnant le maxi défi mais en perdant le lip-sync.
 La candidate a reçu un point de la part d'une des candidates n'ayant pas gagné le maxi défi de la semaine.

## Lip-syncs
| Épisode | Candidate            | vs. | Candidate                | Chanson                   | Artiste                          | Gagnante                          |
| ------- | -------------------- | --- | ------------------------ | ------------------------- | -------------------------------- | --------------------------------- |
| 1       | Aja                  | vs. | Irene The Alien          | Think U The Shit (Fart)   | Ice Spice                        | Aja                               |
| 2       | Bosco                | vs. | Irene The Alien          | Murder on the Dancefloor  | Sophie Ellis-Bextor              | Bosco                             |
| 3       | Bosco                | vs. | Irene The Alien          | Pocketbook                | Jennifer Hudson ft. Ludacris     | Irene The Alien                   |
| 4       | Lydia B Kollins      | vs. | Tina Burner              | Love Sensation            | Loleatta Holloway                | Lydia B Kollins                   |
| 5       | Jorgeous             | vs. | Mistress Isabelle Brooks | Hot to Go!                | Chappell Roan                    | Jorgeous Mistress Isabelle Brooks |
| 6       | Jorgeous             | vs. | Lydia B Kollins          | Texas Hold 'Em            | Beyoncé                          | Jorgeous                          |
| 7       | Daya Betty           | vs. | Ginger Minj              | Defying Gravity           | Idina Menzel & Kristin Chenoweth | Ginger Minj                       |
| 8       | Denali               | vs. | Ginger Minj              | See You Again             | Miley Cyrus                      | Ginger Minj                       |
| 9       | Daya Betty           | vs. | Ginger Minj              | Mama Used to Say          | Junior Giscombe                  | Daya Betty                        |
| Épisode | Candidate            | vs. | Candidate                | Chanson                   | Artiste                          | Candidate éliminée                |
| 10      | Cynthia Lee Fontaine | vs. | Mistress Isabelle Brooks | Who's Zoomin' Who?        | Aretha Franklin                  | Cynthia Lee Fontaine              |
| 11      | Lydia B Kollins      | vs. | Mistress Isabelle Brooks | Guess                     | Charli XCX ft. Billie Eilish     | Mistress Isabelle Brooks          |
| Épisode | Candidate            | vs. | Candidate                | Chanson                   | Artiste                          | Gagnante                          |
| 12      | Ginger Minj          | vs. | Kerri Colby              | Disease                   | Lady Gaga                        | Ginger Minj                       |
| 12      | Irene The Alien      | vs. | Lydia B Kollins          | Joyride                   | Kesha                            | Lydia B Kollins                   |
| 12      | Aja                  | vs. | Jorgeous                 | Party Lights              | Natalie Cole                     | Jorgeous                          |
| 12      | Bosco                | vs. | Daya Betty               | Show Me How You Burlesque | Christina Aguilera               | Bosco                             |
| 12      | Bosco                | vs. | Ginger Minj              | Raise Your Glass          | Pink                             | Ginger Minj                       |
| 12      | Jorgeous             | vs. | Lydia B Kollins          | Whenever, Wherever        | Shakira                          | Jorgeous                          |
| 12      | Ginger Minj          | vs. | Jorgeous                 | It's Raining Men          | The Weather Girls                | Ginger Minj                       |

 La candidate a remporté le lip-sync et la saison.
 La candidate a remporté le lip-sync et est la gagnante de l'épisode.
 La candidate a été éliminée après sa première fois en danger d'élimination.
 La candidate a été éliminée après sa deuxième fois en danger d'élimination.
 La candidate a remporté le premier round du Lip Sync Smackdown for the Crown.
 La candidate a remporté le deuxième round du Lip Sync Smackdown for the Crown.

## Juges invités
La liste des juges invités de la dixième saison de RuPaul's Drag Race All Stars est dévoilée le 1er mai 2025. Cités par ordre d'apparition :
- Ice Spice, rappeuse américaine ;
- Colman Domingo, acteur américain ;
- Kate Beckinsale, actrice britannique ;
- Susanne Bartsch, directrice artistique suisse ;
- Chappell Roan, chanteuse américaine ;
- Adam Shankman, acteur américain ;
- Ariana Grande, chanteuse et actrice américaine ;
- Cynthia Erivo, actrice et chanteuse britannique ;
- Jamal Sims, chorégraphe américain ;
- Mayan Lopez, actrice américaine ;
- Sarah Michelle Gellar, actrice américaine ;
- Kawennáhere Devery Jacobs, actrice canadienne.

### Invités spéciaux
Certains invités apparaissent lors des épisodes, mais ne font pas partie du panel de jurés.
Épisode 1
- Jamal Sims, chorégraphe américain.

Épisode 2
- Abby Prohaska, basketteuse américaine ;
- Hunter Hernandez, basketteuse américaine ;
- Lauren Betts, basketteuse américaine ;
- Maya Hernandez, basketteuse américaine ;
- Nevaeh Dean, basketteuse américaine ;
- Talia von Oelhoffen, basketteuse américaine.

Épisode 6
- Leland, compositeur américain ;
- Gabe Lopez, compositeur américain.

Épisode 8
- Orville Peck, chanteur sud-africain ;
- David Steinberg, compositeur américain.

Episode 9
- Zane Phillips, acteur et mannequin américain.

Épisode 10
- Raja, drag queen américaine ;
- Raven, drag queen américaine.

## Épisodes
| Candidate             | Jorgeous              | Kerri Colby           | Lydia B Kollins | Mistress Isabelle Brooks | Nicole Paige Brooks | Tina Burner   |
| Inspiration du défilé | Dionée attrape-mouche | Dionée attrape-mouche | Audrey II       | Cactus                   | Cactus              | Lys Stargazer |

| Candidate             | Acid Betty                  | Alyssa Hunter      | Cynthia Lee Fontaine        | Daya Betty    | Denali                      | Ginger Minj                 |
| Inspiration du défilé | 2015 MTV Video Music Awards | 2024 Grammy Awards | 2015 MTV Video Music Awards | 2013 Met Gala | 2013 MTV Video Music Awards | 2017 MTV Video Music Awards |

| Candidate | Acid Betty               | Alyssa Hunter    | Cynthia Lee Fontaine | Daya Betty               | Denali                          | Ginger Minj                 |
| Rôle      | La dobermann dominatrice | Le croisé coquin | Le chihuahua anxieux | Le caniche désillusionel | Le cocker en manque d'attention | Le saint-bernard alcoolique |

| Candidate  | Aja           | Bosco      | Cynthia Lee Fontaine | Daya Betty | Ginger Minj   | Irene The Alien | Jorgeous | Lydia B Kollins | Mistress Isabelle Brooks |
| Personnage | Cookie Tookie | Kenny Kerr | Dracula              | Jane Lynch | Reba McEntire | Zsa Zsa Gabor   | Pitbull  | Pete Burns      | Natalie Nunn             |

| Candidate | Aja              | Bosco              | Daya Betty | Ginger Minj | Irene The Alien | Jorgeous | Lydia B Kollins | Mistress Isabelle Brooks |
| Talent    | Voguing Lip-sync | Burlesque Lip-sync | Lip-sync   | Lip-sync    | Lip-sync        | Lip-sync | Burlesque       | Comédie                  |